# فلاكوييانيون (لاريسا)
فلاكوييانيون (Βλαχογιάννιον) هي مدينة في لاريسا في مقاطعة فوريا إلادا في اليونان. يبلغ عدد سكانها حوالي 821 نسمة.